# Jan Michaelsen
Jan Michaelsen (Nantes, 28 november 1970) is een Deens voetbalcoach en voormalig voetballer die als middenvelder speelde. Hij is de zoon van Allan Michaelsen.

## Spelerscarrière
Michaelsen maakte zijn debuut voor Svendborg fB, maar vertrok na een seizoen al naar Vanløse IF. Nadien speelde hij voor Hellerup IK en van 1996 tot 2001 voor Akademisk BK. Hij speelde van 2001 tot 2004 voor het Griekse Panathinaikos en nadien nog voor het Noorse Hamarkameratene.
Hij speelde negentien interlands voor Denemarken, waarin hij een keer scoorde. Hij nam met de Deense ploeg deel aan het WK voetbal 2002.

## Trainerscarrière
In januari 2009 ging Michaelsen aan de slag als trainer van het reservenelftal van FC Kopenhagen. Een halfjaar later ging hij aan de slag bij het U17-elftal van de club, een functie die hij drie seizoenen uitoefende. Tezelfdertijd werkte hij ook als analist voor de Deense televisiezender TV 2 Sport. Van 2012 tot 2016 was Michaelsen, die later nog werkzaam was bij de jeugd van FC Kopenhagen, bondscoach van Denemarken –17.
In de zomer van 2018 werd Michaelsen aangesteld als hoofdcoach van Fremad Amager, maar daar werd hij al snel ontslagen. In maart 2019 werd hij assistent bij Vendsyssel FF, een functie die hij slechts een paar maanden uitoefende. In de zomer van 2019 ging hij aan de slag bij Nyköbing FC, waar hij Head of Coaching werd voor de leeftijdsgroepen U13-U15. Na drie seizoenen nam Nyköbing afscheid van Michaelsen, die naast technisch manager verantwoordelijk voor talentontwikkeling inmiddels ook verdedigerscoach bij het eerste elftal was. Daarop ging hij weer voor de Deense voetbalbond werken, ditmaal als bondscoach van Denemarken –20 en de Deense damesploeg onder 23.
In augustus 2024 verliet Michaelsen de DBU een tweede keer, ditmaal om bij RSC Anderlecht de assistent te worden van hoofdtrainer Brian Riemer. Michaelsen, die met onder andere Jesper Fredberg en Mikkel Hemmersam nog meer landgenoten tegenkwam in Anderlecht, werd naast assistent-coach ook Head of Individual Coaching bij de Belgische recordkampioen. Riemer werd in oktober ontslagen en de Deen zelf vertrok in januari 2025 naar Canada om assistent te worden van zijn landgenoot Jesper Sørensen die net door de Vancouver Whitecaps werd aangetrokken als hoofdtrainer.

## Erelijst
- Panathinaikos
  - Landskampioen: 2004
  - Griekse voetbalbeker: 2004

1 Sørensen ·
2 Tøfting ·
3 Henriksen ·
4 Laursen ·
5 Heintze  ·
6 Helveg ·
7 Gravesen ·
8 Grønkjær ·
9 Tomasson ·
10 Jørgensen ·
11 Sand ·
12 N. Jensen ·
13 Lustü ·
14 C. Jensen ·
15 Michaelsen ·
16 Kjær ·
17 Poulsen ·
18 Løvenkrands ·
19 Rommedahl ·
20 Bøgelund ·
21 Madsen ·
22 Christiansen ·
23 Steen Nielsen ·
Coach: Olsen